# Barsø
Bản mẫu:Geobox Settlement

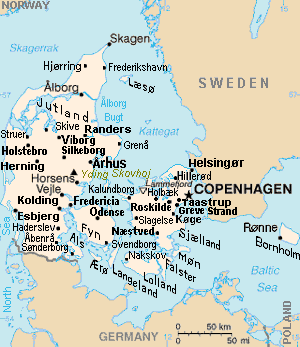
Vị trí đảo Barsø trên bản đồ Đan Mạch

Barsø (tiếng Đức: Barsö) là 1 đảo nhỏ của Đan Mạch, nằm trong Eo biển Lillebælt, ở phía bắc thành phố Aabenraa (bán đảo Jutland) chừng 11 km. 
Barsø có diện tích là 2,7 km² và có 26 cư dân (2006). Trên đảo có 7 nông trại của các dòng họ từ thời xưa truyền lại.
Về hành chính, Barsø trực thuộc thị xã Aabenraa và Vùng Nam Đan Mạch.
Về giao thông, có tuyến tàu phà từ bán đảo Jutland nối với đảo, mỗi ngày từ 5 tới 8 chuyến.